# Brahmina pilifera
Brahmina pilifera är en skalbaggsart som beskrevs av Moser 1915. Brahmina pilifera ingår i släktet Brahmina och familjen Melolonthidae. Inga underarter finns listade.